# Asociación Nacional de Balompié Mexicano
La Asociación Nacional de Balompié Mexicano (también conocida por sus siglas, ANBM) fue el organismo autónomo del balompié en México. Fue la institución y cuerpo responsable de la organización, la validación y la reglamentación de competencias, clubes, jugadores y árbitros a nivel profesional. Este organismo fue alterno a la Federación Mexicana de Fútbol (FMF), y buscó rescatar el deporte en el país. Estuvo afiliada a la Confederación de Asociaciones Independientes de Fútbol (ConIFA).

## Origen
Esta asociación fue creada y presentada el día 29 de enero del 2020 con el objetivo de ser una organización alterna en el balompié nacional con la misión de rescatar el nivel deportivo de este. La asociación fue presentada a la vez que se anunció el primer torneo, conocido como la Liga de Balompié Mexicano, la cual inició en septiembre del mismo año, teniendo a Chapulineros de Oaxaca como su primer campeón.

## Reglamentación
- Competencia[3]
  - Reglamento General de Competencia
- Generales
  - Código de Ética
  - Estatuto Social
  - Manual del Comisario
  - Reglamento Agentes de Jugadores
  - Reglamento de Afiliación Nombre y Sede
  - Reglamento de la Comisión de Apelaciones
  - Reglamento de la Comisión de Conciliación y Resolución de Controversias
  - Reglamento de la Comisión de Árbitros
  - Reglamento de Clubes
  - Reglamento de Participación por Formación
  - Reglamento de Sanciones
  - Reglamento de Seguridad para Partidos Oficiales

## Organización
El Comité Ejecutivo es el máximo órgano ejecutor de la Asociación Nacional del Balompié Mexicano, A. C. y está integrado por el presidente de la Federación y los responsables de cada una de las Ramas de la Liga de Balompié Mexicano y del Sector Amateur:
- Víctor Manuel Montiel Comparán (presidente ejecutivo)
- Isai Maldonado García (presidente de la Liga de Balompié Mexicano)
- Roberto Reyna Rivas  (presidente del sector amateur)

Anteriores
| Nombre                            | Ocupación                                                        |
| --------------------------------- | ---------------------------------------------------------------- |
| Carlos Salcido                    | Expresidente de la Liga de Balompié Mexicano                     |
| Ramón Morales                     | Ex-coordinador de equipos representativos y formación de talento |
| Carlos Briones Guerrero           | Expresidente de la Liga de Balompié Mexicano                     |
| Rafael Fonseca (exvicepresidente) | Exvicepresidente                                                 |

## Divisiones
El Sistema de Ligas del Balompié Mexicano se divide en dos divisiones profesionales (Liga de Balompié Mexicano y Segunda División de Balompié Mexicano) y un sector amateur, y cada una de las divisiones tiene reglamentos de competencia y torneos distintos.
La Primera División cuenta con 12 clubes. Se juegan dos torneos por año. En cada torneo, los dos mejor posicionados en la tabla general califican de manera directa a semifinales, mientras que los siguientes 4 habrán de jugar el repechaje, el cual consiste en partidos de reclasificación y duelos a visita recíproca de cuartos de final, para así llegar a la semifinal y a la gran final.
La Segunda División es la segunda en importancia dentro del Sistema de Ligas de Balompié Mexicano. Se estableció en 2022 y hasta el momento cuenta con 14 equipos divididos en 2 secciones: Zona del Bajío y Zona del Centro. También se juegan dos torneos cortos y el ascenso se decidía con un enfrentamiento a ida y vuelta entre los dos campeones de cada temporada. El descenso se decidía de la misma forma que en Primera División, aunque actualmente esta desactivado.
| Nivel | Nivel | Divisiones                                      | Divisiones                                      | Divisiones                                      | Divisiones                                      | Divisiones                                      | Divisiones                                      | Divisiones                                      | Divisiones                                      | Divisiones                                      | Divisiones                                      | Divisiones                                      | Divisiones                                      | Divisiones                                      | Divisiones                                      | Divisiones                                      | Divisiones                                      | Divisiones                                      | Divisiones                                      |
| 1     | 1     | Liga de Balompié Mexicano 10 equipos            | Liga de Balompié Mexicano 10 equipos            | Liga de Balompié Mexicano 10 equipos            | Liga de Balompié Mexicano 10 equipos            | Liga de Balompié Mexicano 10 equipos            | Liga de Balompié Mexicano 10 equipos            | Liga de Balompié Mexicano 10 equipos            | Liga de Balompié Mexicano 10 equipos            | Liga de Balompié Mexicano 10 equipos            | Liga de Balompié Mexicano 10 equipos            | Liga de Balompié Mexicano 10 equipos            | Liga de Balompié Mexicano 10 equipos            | Liga de Balompié Mexicano 10 equipos            | Liga de Balompié Mexicano 10 equipos            | Liga de Balompié Mexicano 10 equipos            | Liga de Balompié Mexicano 10 equipos            | Liga de Balompié Mexicano 10 equipos            | Liga de Balompié Mexicano 10 equipos            |
| 2     | 2     | Segunda División de Balompié Mexicano 6 equipos | Segunda División de Balompié Mexicano 6 equipos | Segunda División de Balompié Mexicano 6 equipos | Segunda División de Balompié Mexicano 6 equipos | Segunda División de Balompié Mexicano 6 equipos | Segunda División de Balompié Mexicano 6 equipos | Segunda División de Balompié Mexicano 6 equipos | Segunda División de Balompié Mexicano 6 equipos | Segunda División de Balompié Mexicano 6 equipos | Segunda División de Balompié Mexicano 6 equipos | Segunda División de Balompié Mexicano 6 equipos | Segunda División de Balompié Mexicano 6 equipos | Segunda División de Balompié Mexicano 6 equipos | Segunda División de Balompié Mexicano 6 equipos | Segunda División de Balompié Mexicano 6 equipos | Segunda División de Balompié Mexicano 6 equipos | Segunda División de Balompié Mexicano 6 equipos | Segunda División de Balompié Mexicano 6 equipos |
| 1     | 1     | Liga de Balompié Mexicano Femenil 4 equipos     | Liga de Balompié Mexicano Femenil 4 equipos     | Liga de Balompié Mexicano Femenil 4 equipos     | Liga de Balompié Mexicano Femenil 4 equipos     | Liga de Balompié Mexicano Femenil 4 equipos     | Liga de Balompié Mexicano Femenil 4 equipos     |                                                 |                                                 |                                                 |                                                 |                                                 |                                                 |                                                 |                                                 |                                                 |                                                 |                                                 |                                                 |

## Torneos y competencias

### Torneos varoniles de primera división
| Torneo                    | Último torneo | Campeón vigente        |
| ------------------------- | ------------- | ---------------------- |
| Liga de Balompié Mexicano | 2023          | Chapulineros de Oaxaca |
| Copa Balompié Mexicano    | 2022          | Chapulineros de Oaxaca |
| Campeón de Campeones LBM  | 2022          | Chapulineros de Oaxaca |

### Torneos de subdivisiones profesionales
| Torneo                             | Último torneo | Campeón vigente      |
| ---------------------------------- | ------------- | -------------------- |
| Segunda División Balompié Mexicano | 2023 B        | Fútbol Club Albiazul |